# V"jačeslav Čornovil
V"jačeslav Maksymovyč Čornovil (in ucraino В'ячеслав Максимович Чорновіл?, traslitterazione anglosassone Vyacheslav Maksymovych Chornovil; Jerky (Ucraina), 24 dicembre 1937 – Boryspil', 25 marzo 1999) è stato un politico ucraino.
Un importante oppositore ucraino della politica sovietica, è stato arrestato più volte negli anni 1960 e 1970 per le sue opinioni politiche.
Dal 1971 in avanti lavorò per il dipartimento di Leopoli della Società ucraina per la conservazione della natura.